# تاکاهیرو میزوشیما
تاکاهیرو میزوشیما (انگلیسی: Takahiro Mizushima; ۱۴ ژوئن ۱۹۷۶ – ) صداپیشگی در ژاپن، بازیگر، و خواننده اهل ژاپن بود. وی از سال ۲۰۰۰ میلادی تاکنون مشغول فعالیت بوده‌است.